# New York Law School
Ne doit pas être confondu avec New York University School of Law.

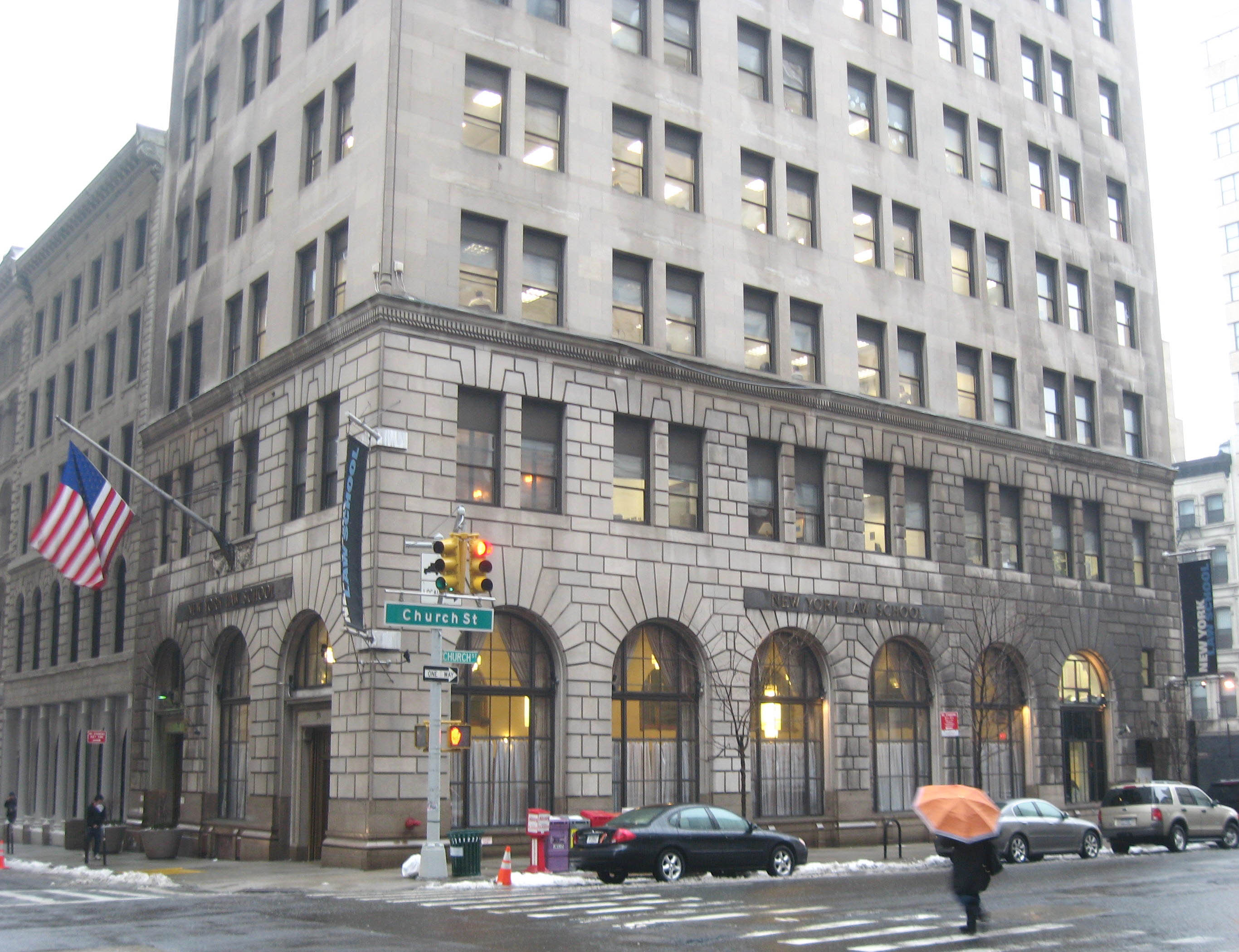
Locaux du 57 Worth Street.

La New York Law School, en français l'École de droit de New York, est un établissement d'enseignement supérieur privé spécialisé dans l'enseignement du droit. Le campus de l'école est situé dans le quartier de Tribeca, dans l'arrondissement de Manhattan à New York.
L'établissement ne doit pas être confondu avec la New York University School of Law qui est rattachée à la New York University.
Il s'agit de l'une des institutions les plus anciennes de la ville, puisqu'elle fut créée en 1891. L'université compte plusieurs centres de recherches dont : Center for Business Law and Policy (Centre de droit des affaires), Center for International Law (Centre de droit international), Center for New York City Law (droit de la ville de New York), ou encore Center for Real Estate Studies (spécialisé dans l'immobilier). Située dans la capitale internationale de la finance, l'école de droit de New York est spécialement réputée pour son programme en droit fiscal.
L'école a formé une centaine de juges en activité, et de nombreux partners dans certaines des plus importantes Law Firm établies à New York.